# Liste der brasilianischen Botschafter in den Vereinigten Arabischen Emiraten
Die Botschaft befindet sich in der Madinat Zayed Street 5 Abu Dhabi.

## Geschichte
| Ernannt       | Name                                   | Bemerkungen | Mensagem Senado Federal | im Senat des Nationalkongress vorgestellt am | ernannt von                          | akkreditiert während der Regierung von | Posten verlassen |
| ------------- | -------------------------------------- | --- | ----------------------- | -------------------------------------------- | ------------------------------------ | -------------------------------------- | ---------------- |
| 1984          | Hélder Martins de Moraes               | |                         |                                              | João Baptista de Oliveira Figueiredo | Rashid bin Saeed Al Maktoum            | 1986             |
| 27. Sep. 1989 | José Ferreira Lopes                    | zum Botschafter in Katar ernannt. | MSF 170 de 1989         | 27. Sep. 1989                                | José Sarney                          | Rashid bin Saeed Al Maktoum            |                  |
| 2. Mai 1995   | Cyro Gabriel do Espírito Santo Cardoso | | MSF 70 de 1995          | 26. Apr. 1995                                | Fernando Henrique Cardoso            | Maktoum bin Rashid Al Maktoum          |                  |
| 2. Mai 1996   | Cyro Gabriel do Espírito Santo Cardoso | zum Botschafter in Katar ernannt. | MSF 124 de 1996         | 18. Apr. 1996                                | Fernando Henrique Cardoso            | Maktoum bin Rashid Al Maktoum          |                  |
| 17. Juli 2001 | Flávio Moreira Sapha                   | | MSF 134 de 2001         | 27. Juni 2001                                | Fernando Henrique Cardoso            | Maktoum bin Rashid Al Maktoum          |                  |
| 17. Juli 2001 | Flávio Moreira Sapha                   | zum Botschafter in Katar ernannt. | MSF 135 de 2001         | 27. Juni 2001                                | Fernando Henrique Cardoso            | Maktoum bin Rashid Al Maktoum          | 23. Jan. 2005    |
| 30. Apr. 2008 | Raul Campos e Castro                   | (* 6. Dezember 1947 in Rio de Janeiro) Sohn von Lia Campos e Castro und Milton da Silva e Castro, 21. August 2003: Geschäftsträger in Quito, Am 23. Januar 2005 in Abu Dhabi akkreditiert. | MSF 41 de 2008          | 16. Apr. 2008                                | Luiz Inácio Lula da Silva            | Mohammed bin Rashid Al Maktoum         |                  |
| 12. Jan. 2012 | João de Mendonça Lima Neto             | (* 3. Oktober 1952 in Rom) Sohn von Angela de Mendonça Lima und Alcides Brandão de Mendonça, 2008: Botschafter in Hanoi                                                                    | MSF 117 de 2011         | 8. Nov. 2011                                 | Dilma Rousseff                       | Mohammed bin Rashid Al Maktoum         |                  |
| 15. Mai 2014  | Paulo Cesar Meira de Vasconcellos      | (* 28. November 1953 in Rio de Janeiro) 2010: Botschafter in Bangkok | MSF 13 de 2014          | 23. Apr. 2014                                | Dilma Rousseff                       | Muhammad bin Raschid Al Maktum         |                  |